# Black Sails in the Sunset
Albums de AFI
Black Sails EP
(1999) All Hallow's EP
(1999)
Black Sails in the Sunset est le quatrième album studio du groupe de punk hardcore américain AFI sorti le 18 mai 1999 chez Nitro.

## Caractéristiques
Cet album a assurément marqué de manière positive, en général, les fans du groupe. L'album est caractérisé par un son un peu plus lourd que les autres albums, mais aussi par un rapprochement explicite avec la sous-culture gothique. À ce moment, les thèmes abordés dans les paroles font souvent référence à la mort, à un monde mystique, à la religion et à la souffrance. On remarque également dans l'album, l'apparition de morceaux où Davey chante doucement, sans crier. Il ne faut pas oublier que c'est l'album où on voit pour la première fois la composition la plus stable du groupe, c'est-à-dire celle que l'on connait encore aujourd'hui avec Davey, Adam, Hunter et Jade.

## Track listing
| No  | Titre                                               | Durée |
| --- | --------------------------------------------------- | ----- |
| 1.  | Strength Through Wounding                           | 1:33  |
| 2.  | Porphyria Cutanea Tarda                             | 2:07  |
| 3.  | Exsanguination                                      | 2:48  |
| 4.  | Malleus Maleficarum                                 | 4:01  |
| 5.  | Narrative of Soul Against Soul                      | 2:29  |
| 6.  | Clove Smoke Catharsis (Featuring Dexter Holland)    | 4:38  |
| 7.  | The Prayer Position (Featuring Dexter Holland)      | 3:27  |
| 8.  | No Poetic Device                                    | 2:16  |
| 9.  | The Last Kiss*                                      | 3:02  |
| 10. | Weathered Tome*                                     | 2:12  |
| 11. | At a Glance                                         | 4:00  |
| 12. | God Called in Sick Today (Featuring Dexter Holland) | 3:24  |
| 13. | Midnight Sun (hidden track)                         | 3:04  |

| 7. | Lower It | 2:18 |

| 13. | Who Knew? (hidden track) | 2:16 |